# Grande Prémio de Portugal de 1989
Resultados do Grande Prémio de Portugal de Fórmula 1 realizado no Autódromo do Estoril em 24 de setembro de 1989. Décima terceira etapa do campeonato, foi vencido pelo austríaco Gerhard Berger, da Ferrari, com Alain Prost em segundo pela McLaren-Honda e Stefan Johansson em terceiro pela Onyx-Ford.

## Resumo

### Críticas e consequências
Alain Prost chegou a Portugal como vencedor do Grande Prémio da Itália e detinha 20 pontos de vantagem sobre Ayrton Senna, mas pelo teor das suas declarações à imprensa durante o fim-de-semana em Monza, a situação parecia outraː há alguns dias o francês acusou a Honda de favorecer o seu rival ao desenvolver motores mais adequados ao estilo de condução de Senna, num açoite verbal repudiado pelos nipónicos. Em resposta, a McLaren divulgou no Estoril um comunicado assinado por Ron Dennis, Yoguro Noguchi e Alain Prost onde "Alain lamenta profundamente a publicidade adversa e o resultante embaraço causado pelas suas declarações". Redigido de uma forma a evitar a demissão de Prost por infração contratual à honra e integridade da Honda, o documento ressaltou o esforço em criar "o melhor ambiente de trabalho possível para o piloto e para a equipa durante o resto da temporada".
Em nome desse ambiente ordeiro desejado por ambas as partes, o conjunto McLaren-Honda reafirmou a Alain Prost o compromisso de tratar os seus pilotos com igualdade de condições, extraindo do corredor francês o compromisso de relatar as suas dúvidas à equipa antes de levá-las à imprensa. Por fim, o comunicado repudiou qualquer declaração doentia feita por terceiros ao final da corrida italiana, ressalvando que McLaren e Honda procura o sucesso e a excelência técnica, mas sem abrir mão de valores como honestidade e desportivismo.
Menos sorte teve Bertrand Gachot, demitido pela Onyx ao criticar a equipa. Para o substituir escolheram o finlandês J. J. Lehto, que virá a estrear na Fórmula 1 ostentando o título do Campeonato Britânico de Fórmula 3 em 1988. Outra mudança na grid aconteceu na Tyrrell, que libertou Jean Alesi para correr na Fórmula 3000 e convocou Johnny Herbert no seu lugar.

### Mais umapolede Senna
Indiferente à polémica em volta de Alain Prost, o brasileiro Ayrton Senna manteve-se inabalável na pista ao assinalar o melhor tempo nos treinos de sexta-feira, façanha confirmada no sábado quando o campeão mundial de 1988 baixou o próprio tempo em vinte e oito centésimas de segundo e confirmou mais uma pole position. Ao comentar o próprio feito, Ayrton Senna mostrou-se preocupado com o calor, o desgaste do equipamento e o consumo dos pneus, razão pela qual este pretendia poupar a sua McLaren com uma atitude cautelosa. Em segundo e terceiro lugares estavam Gerhard Berger e Nigel Mansell, pilotos da Ferrari, enquanto Alain Prost atribuiu o seu quarto lugar ou ao balanço dos travões ou ao tráfego, razão pela qual a sua McLaren ficou à frente de Pierluigi Martini, destaque do treino com a sua Minardi, apesar de ter corrido no sábado. O único momento de tensão nesse dia foi o choque entre a Coloni de Roberto Moreno e a Arrows de Eddie Cheever na entrada da curva oito do Estoril, um susto que não impediu a qualificação de ambos.

### Mansell
Mesmo partindo na pole position, Ayrton Senna foi presa fácil para Gerhard Berger, pois na hora da partida, o brasileiro estava no lado mais sujo da pista (dado o pouco uso do local destinado à posição de honra) e viu o austríaco da Ferrari tomar a liderança enquanto o próprio Senna caiu para segundo à frente de Nigel Mansell. Tal cenário manteve-se inalterado por sete voltas até que Mansell subiu para o segundo lugar e mesmo sob um calor de 27 °C, o rendimento do "leão" compensava, inclusive, o asfalto irregular do Estoril, factos que levaram o britânico ao primeiro lugar na volta vinte e quatro invertendo a dobradinha com Berger, enquanto Senna corria discretamente em terceiro, ora à frente de Alain Prost, ora adiante de Pierluigi Martini.
Paulatinamente, os corredores foram chamados às boxes para a troca de pneus e quando Nigel Mansell parou, a liderança caiu nas mãos de Pierluigi Martini, que ponteou a quadragésima volta com a sua Minardi. Enquanto isso, uma manobra canhestra de Mansell nas boxes mudaria do curso da provaː último a parar, o britânico entrou nas boxes com tamanho furor a ponto de quase atropelar os mecânicos da Ferrari e errar o ponto de travagem. Logo a emenda ficaria pior que o soneto, pois Mansell infringiu o regulamento e engatou uma marcha atrás a fim de realizar o seu pit stop, manobra punida com a bandeira preta.
Ignorando a punição que estava por vir, Nigel Mansell voltou ao asfalto com Gerhard Berger novamente em primeiro lugar e diante deste cenário decidiu caçar Ayrton Senna e tomar-lhe o segundo lugar. Enquanto isso, a bandeira preta tremulava com insistência para informar a desclassificação do carro 27, mas tais avisos (nas nas voltas 45, 46 e 47) foram ignorados por Mansell, enquanto Senna desconhecia a sanção ao rival por uma falha de comunicação com a box da McLaren. Entre uma circunstância e outra, Senna e Mansell chegaram na entrada da curva um após quarenta e oito voltas e bateram ao final da reta das boxes. Fim de prova para os dois. Avaliando o incidente, os comissários da FISA recomendaram a suspensão de Nigel Mansell por uma corrida, além de multarem o piloto e a Ferrari em 50 mil dólares.
O gesto de Nigel Mansell não afetou a liderança de Gerhard Berger, mas aplainou o caminho de Alain Prost rumo ao título, pois o francês ascendeu ao segundo lugar sabendo que Ayrton Senna não pontuaria e destacou o desempenho de Stefan Johansson, terceiro colocado com a Onyx, equipa cuja estreia na Fórmula 1 ocorreu no Grande Prémio do México de 1989. Não obstante o seu esmero, o veterano corredor sueco tinha atrás de si as Williams de Riccardo Patrese e Thierry Boutsen e a Benetton de Alessandro Nannini. Exceto pela ultrapassagem de Patrese sobre Johansson, este grupo manteve-se inalterado até a volta sessenta, quando os dois carros de Frank Williams pararam por superaquecimento do motor, mesmo na estreia do modelo FW13. Com isso, Pierluigi Martini (Minardi) e Jonathan Palmer (Tyrrell) alcançaram a zona de pontuação.

### Interrupção da transmissão no Brasil
Na volta 63, o narrador Galvão Bueno anunciou que a transmissão da prova seria suspensa, pois a Rede Globo teria que exibir o horário eleitoral gratuito relativo à eleição presidencial de 1989 conforme lei sancionada pelo presidente José Sarney, A emissora pediu ao Tribunal Superior Eleitoral para que a lei não fosse aplicada neste contexto e embora quatorze dos vinte e dois presidenciáveis aceitassem libertar o seu espaço para a exibição da prova, a corte eleitoral alegou não haver base legal que justificasse tal exceção e negou o pedido. Foi a única vez que uma lei interrompeu a exibição de um Grande Prémio de Fórmula 1 no Brasil, obrigando a claque a recorrer à rádio para acompanhar os momentos finais da prova. Com o término da propaganda eleitoral, o resto da corrida foi exibido em videogravação durante o Domingão do Faustão.
Sem alterações quanto aos seis primeiros, a prova terminou com a vitória da Ferrari de Gerhard Berger (aliás, a última de John Barnard como diretor técnico da equipa italiana), com Alain Prost em segundo pela McLaren e Stefan Johansson em terceiro pela Onyx. Na mesma volta dos ponteiros chegou a Benetton de Alessandro Nannini, enquanto Pierluigi Martini foi o quinto pela Minardi e Jonathan Palmer o sexto pela Tyrrell, estes com uma volta de diferença. Dentre as efemérides da prova estavam os 150 Grandes Prémios de Alain Prost, o último pódio de Stefan Johansson, o único pódio da equipa Onyx, a única volta liderada por Pierluigi Martini e pela Minardi e o último ponto na carreira de Jonathan Palmer.
O único dentre os brasileiros a terminar a corrida foi Maurício Gugelmin, décimo colocado com a March, pois Roberto Moreno parou por falha mecânica na sua Coloni e Nelson Piquet ficou a pé quando a sua Lotus foi atingido pela Dallara de Alex Caffi, além, claro, do acidente entre Senna e Mansell. Com os resultados da etapa portuguesa, Alain Prost liderava o certame com 75 pontos contra 51 de Ayrton Senna e o francês estava a uma vitória do tricampeonato mundial, enquanto Ayrton Senna precisaria vencer as três corridas restantes para chegar ao título sem depender dos resultados do seu rival.

### Enquanto isso, nos EUA
Horas depois da frustração no Estoril, uma alegriaː Emerson Fittipaldi venceu o Grande Prémio de Nazareth e tornou-se campeão da Fórmula Indy em 1989, figurando como o primeiro brasileiro a ganhar um título no automobilismo norte-americano.

## Qualificação da prova

### Pré-qualificação
| Pos. | Nº | Piloto             | Construtor       | Tempo    | Dif.    |
| ---- | -- | ------------------ | ---------------- | -------- | ------- |
| 1    | 36 | Stefan Johansson   | Onyx-Ford        | 1:18.623 | —       |
| 2    | 30 | Philippe Alliot    | Lola-Lamborghini | 1:19.164 | + 0.541 |
| 3    | 31 | Roberto Moreno     | Coloni-Ford      | 1:19.780 | + 1.157 |
| 4    | 29 | Michele Alboreto   | Lola-Lamborghini | 1:19.869 | + 1.246 |
| 5    | 37 | J. J. Lehto        | Onyx-Ford        | 1:20.880 | + 2.257 |
| 6    | 18 | Piercarlo Ghinzani | Osella-Ford      | 1:21.021 | + 2.398 |
| 7    | 33 | Oscar Larrauri     | Eurobrun-Judd    | 1:21.326 | + 2.703 |
| 8    | 40 | Gabriele Tarquini  | AGS-Ford         | 1:21.881 | + 3.258 |
| 9    | 35 | Aguri Suzuki       | Zakspeed-Yamaha  | 1:24.116 | + 5.493 |
| 10   | 34 | Bernd Schneider    | Zakspeed-Yamaha  | 1:24.732 | + 6.109 |
| 11   | 32 | Enrico Bertaggia   | Coloni-Ford      | 1:28.526 | + 9.903 |
| EXC  | 41 | Yannick Dalmas     | AGS-Ford         | —        | —       |
| EXC  | 17 | Nicola Larini      | Osella-Ford      | —        | —       |

### Treinos oficiais
| Pos.   | Nº | Piloto                | Construtor       | Q1       | Q2       | Dif.    |
| ------ | -- | --------------------- | ---------------- | -------- | -------- | ------- |
| 1      | 1  | Ayrton Senna          | McLaren-Honda    | 1:15.496 | 1:15.468 | —       |
| 2      | 28 | Gerhard Berger        | Ferrari          | 1:16.799 | 1:16.059 | + 0.591 |
| 3      | 27 | Nigel Mansell         | Ferrari          | 1:17.387 | 1:16.193 | + 0.725 |
| 4      | 2  | Alain Prost           | McLaren-Honda    | 1:17.336 | 1:16.204 | + 0.736 |
| 5      | 23 | Pierluigi Martini     | Minardi-Ford     | 1:16.938 | 1:17.161 | + 1.470 |
| 6      | 6  | Riccardo Patrese      | Williams-Renault | 1:17.281 | 1:17.852 | + 1.813 |
| 7      | 21 | Alex Caffi            | Dallara-Ford     | 1:18.623 | 1:17.661 | + 2.193 |
| 8      | 5  | Thierry Boutsen       | Williams-Renault | 1:17.801 | 1:17.888 | + 2.333 |
| 9      | 24 | Luis Pérez-Sala       | Minardi-Ford     | 1:17.844 | 1:18.305 | + 2.376 |
| 10     | 7  | Martin Brundle        | Brabham-Judd     | 1:17.874 | 1:17.995 | + 2.406 |
| 11     | 8  | Stefano Modena        | Brabham-Judd     | 1:18.589 | 1:18.093 | + 2.625 |
| 12     | 36 | Stefan Johansson      | Onyx-Ford        | 1:19.281 | 1:18.105 | + 2.637 |
| 13     | 19 | Alessandro Nannini    | Benetton-Ford    | 1:18.115 | 1:18.359 | + 2.647 |
| 14     | 15 | Maurício Gugelmin     | March-Judd       | 1:18.124 | 1:18.277 | + 2.656 |
| 15     | 31 | Roberto Moreno        | Coloni-Ford      | 1:18.196 | 1:20.512 | + 2.728 |
| 16     | 20 | Emanuele Pirro        | Benetton-Ford    | 1:18.340 | 1:18.328 | + 2.860 |
| 17     | 30 | Philippe Alliot       | Lola-Lamborghini | 1:19.306 | 1:18.386 | + 2.918 |
| 18     | 3  | Jonathan Palmer       | Tyrrell-Ford     | 1:19.172 | 1:18.404 | + 2.936 |
| 19     | 22 | Andrea de Cesaris     | Dallara-Ford     | 1:18.442 | 1:18.511 | + 2.974 |
| 20     | 11 | Nelson Piquet         | Lotus-Judd       | 1:18.482 | 1:18.682 | + 3.014 |
| 21     | 29 | Michele Alboreto      | Lola-Lamborghini | 1:18.563 | 1:18.846 | + 3.095 |
| 22     | 9  | Derek Warwick         | Arrows-Ford      | 1:18.711 | 1:18.892 | + 3.243 |
| 23     | 25 | René Arnoux           | Ligier-Ford      | 1:18.767 | 1:19.979 | + 3.299 |
| 24     | 16 | Ivan Capelli          | March-Judd       | 1:19.079 | 1:18.785 | + 3.317 |
| 25     | 12 | Satoru Nakajima       | Lotus-Judd       | 1:19.278 | 1:19.165 | + 3.697 |
| 26     | 10 | Eddie Cheever         | Arrows-Ford      | 1:19.247 | 1:20.006 | + 3.779 |
| 27     | 4  | Johnny Herbert        | Tyrrell-Ford     | 1:19.515 | 1:19.264 | + 3.796 |
| 28     | 26 | Olivier Grouillard    | Ligier-Ford      | 1:19.605 | 1:19.436 | + 3.968 |
| 29     | 39 | Pierre-Henri Raphanel | Rial-Ford        | s/tempo  | 1:21.435 | + 5.967 |
| 30     | 38 | Christian Danner      | Rial-Ford        | 1:21.678 | 1:22.423 | + 6.210 |
| Fonte: |    |                       |                  |          |          |         |

### Corrida
| Pos.   | Nº | Piloto                | Construtor       | Voltas | Tempo/Diferença            | Grid | Pontos |
| ------ | -- | --------------------- | ---------------- | ------ | -------------------------- | ---- | ------ |
| 1      | 28 | Gerhard Berger        | Ferrari          | 71     | 1:36:48.546                | 2    | 9      |
| 2      | 2  | Alain Prost           | McLaren-Honda    | 71     | + 32.637                   | 4    | 6      |
| 3      | 36 | Stefan Johansson      | Onyx-Ford        | 71     | + 55.325                   | 12   | 4      |
| 4      | 19 | Alessandro Nannini    | Benetton-Ford    | 71     | + 1:22.369                 | 13   | 3      |
| 5      | 23 | Pierluigi Martini     | Minardi-Ford     | 70     | + 1 volta                  | 5    | 2      |
| 6      | 3  | Jonathan Palmer       | Tyrrell-Ford     | 70     | + 1 volta                  | 18   | 1      |
| 7      | 12 | Satoru Nakajima       | Lotus-Judd       | 70     | + 1 volta                  | 25   |        |
| 8      | 7  | Martin Brundle        | Brabham-Judd     | 70     | + 1 volta                  | 10   |        |
| 9      | 30 | Philippe Alliot       | Lola-Lamborghini | 70     | + 1 volta                  | 17   |        |
| 10     | 15 | Mauricio Gugelmin     | March-Judd       | 69     | + 2 voltas                 | 14   |        |
| 11     | 29 | Michele Alboreto      | Lola-Lamborghini | 69     | + 2 voltas                 | 21   |        |
| 12     | 24 | Luis Pérez-Sala       | Minardi-Ford     | 69     | + 2 voltas                 | 9    |        |
| 13     | 25 | René Arnoux           | Ligier-Ford      | 69     | + 2 voltas                 | 23   |        |
| 14     | 8  | Stefano Modena        | Brabham-Judd     | 69     | + 2 voltas                 | 11   |        |
| Ret    | 6  | Riccardo Patrese      | Williams-Renault | 60     | Sobreaquecimento           | 6    |        |
| Ret    | 5  | Thierry Boutsen       | Williams-Renault | 60     | Sobreaquecimento           | 8    |        |
| Ret    | 1  | Ayrton Senna          | McLaren-Honda    | 48     | Colisão                    | 1    |        |
| DSQ    | 27 | Nigel Mansell         | Ferrari          | 48     | Fez marcha-atrás nas boxes | 3    |        |
| Ret    | 9  | Derek Warwick         | Arrows-Ford      | 37     | Acidente                   | 22   |        |
| Ret    | 11 | Nelson Piquet         | Lotus-Judd       | 33     | Colisão                    | 20   |        |
| Ret    | 21 | Alex Caffi            | Dallara-Ford     | 33     | Colisão                    | 7    |        |
| Ret    | 20 | Emanuele Pirro        | Benetton-Ford    | 29     | Suspensão                  | 16   |        |
| Ret    | 16 | Ivan Capelli          | March-Judd       | 25     | Motor                      | 24   |        |
| Ret    | 10 | Eddie Cheever         | Arrows-Ford      | 24     | Spun Off                   | 26   |        |
| Ret    | 22 | Andrea de Cesaris     | Dallara-Ford     | 17     | Pane elétrica              | 19   |        |
| Ret    | 31 | Roberto Moreno        | Coloni-Ford      | 11     | Pane elétrica              | 15   |        |
| DNQ    | 4  | Johnny Herbert        | Tyrrell-Ford     |        |                            |      |        |
| DNQ    | 26 | Olivier Grouillard    | Ligier-Ford      |        |                            |      |        |
| DNQ    | 39 | Pierre-Henri Raphanel | Rial-Ford        |        |                            |      |        |
| DNQ    | 38 | Christian Danner      | Rial-Ford        |        |                            |      |        |
| DNPQ   | 41 | Yannick Dalmas        | AGS-Ford         |        |                            |      |        |
| DNPQ   | 37 | J. J. Lehto           | Onyx-Ford        |        |                            |      |        |
| DNPQ   | 18 | Piercarlo Ghinzani    | Osella-Ford      |        |                            |      |        |
| DNPQ   | 33 | Oscar Larrauri        | Eurobrun-Judd    |        |                            |      |        |
| DNPQ   | 40 | Gabriele Tarquini     | AGS-Ford         |        |                            |      |        |
| DNPQ   | 17 | Nicola Larini         | Osella-Ford      |        |                            |      |        |
| DNPQ   | 35 | Aguri Suzuki          | Zakspeed-Yamaha  |        |                            |      |        |
| DNPQ   | 34 | Bernd Schneider       | Zakspeed-Yamaha  |        |                            |      |        |
| Fonte: |    |                       |                  |        |                            |      |        |

## Tabela do campeonato após a corrida
| Pos.   | Piloto           | Pontos |
| ------ | ---------------- | ------ |
| 1      | Alain Prost      | 75     |
| 2      | Ayrton Senna     | 51     |
| 3      | Nigel Mansell    | 38     |
| 4      | Riccardo Patrese | 28     |
| 5      | Thierry Boutsen  | 24     |
| Fonte: |                  |        |

| Pos.   | Construtor       | Pontos |
| ------ | ---------------- | ------ |
| 1      | McLaren-Honda    | 128    |
| 2      | Ferrari          | 53     |
| 3      | Williams-Renault | 52     |
| 4      | Benetton-Ford    | 22     |
| 5      | Tyrrell-Ford     | 13     |
| Fonte: |                  |        |

- Nota: Apenas as primeiras cinco posições estão listadas e a campeã mundial de construtores surge grafada a negrito. Entre 1981 e 1990, cada piloto podia computar onze resultados válidos por temporada não havendo descartes no mundial de construtores.